# Summitul Guvernului Mondial
Summitul Guvernului Mondial (World Government Summit) este un eveniment anual care se desfășoară în Dubai, Emiratele Arabe Unite. Acesta reunește lideri ai guvernelor pentru un dialog global despre procesul și politicile guvernamentale, cu accent pe problemele futurismului, inovației tehnologice și alte subiecte.
Acționează ca un centru de schimb de cunoștințe⁠(d) între oficiali guvernamentali, lideri de gândire⁠(d), factori de decizie politică și lideri din sectorul privat și ca o platformă de analiză pentru tendințele, problemele și oportunitățile viitoare cu care se confruntă omenirea. Summitul găzduiește peste 90 de vorbitori din 150 de țări participante, împreună cu peste 4000 de participanți.
La scurt timp după ce a menționat dezvoltarea ChatGPT, miliardarul Elon Musk a afirmat că «Unul dintre cele mai mari riscuri pentru viitorul civilizației este inteligența artificială».